# بالينات
البالينات أو بالِيَّات (باللاتينية: Balaenidae) هي عائلة من الحيتان من رتيبة الحيتان البالينية، وهو من الحيتان الصائبة، والذي يحتوي على اثنين من الأجناس الحية.

## الخصائص
حوت البالين من الحيتان الكبيرة، حيث يبلغ متوسط طول البالغ منه (15 - 17 متر) وبوزن (50 - 80) طن.